# Decibel
Decibelul (dB) este o măsură logaritmică a raportului dintre două puteri. Este folosită în acustică, fizică, electronică (inginerie).
Este a zecea parte dintr-un bel (B) (numit după Alexander Graham Bell și inventat de Laboratoarele Bell)

## Definiție
Fie {\displaystyle X={\frac {P_{1}}{P_{0}}}} unde {\displaystyle P_{1}} și {\displaystyle P_{0}} sunt cele două puteri.
Valoarea X se scrie, în beli, 
{\displaystyle X_{B}=\log _{10}(X)}
iar, aceeași valoare, în decibeli, se scrie ca 
{\displaystyle X_{dB}=10\log _{10}(X)}

## Exemplu
Presupunând că raportul {\displaystyle X={\frac {P_{1}}{P_{0}}}=10^{2}=100}, rezultă:
{\displaystyle X_{B}=\log _{10}(10^{2})=2} Bel

## Relații
În anumite situații puterile sunt proporționale cu pătratul amplitudinii (în electronica liniară și sinusoidală puterea este proporțională cu pătratul amplitudinii tensiunii iar, în acustică, puterea acustică este, la rândul ei, proporțională cu pătratul amplitudinii presiunii acustice):x
{\displaystyle X_{dB}=10\log _{10}\left({\frac {P_{1}}{P_{0}}}\right)=10\log _{10}\left({\frac {U_{1}^{2}}{U_{0}^{2}}}\right)=20\log _{10}\left({\frac {U_{1}}{U_{0}}}\right)}

Definiția sunetului
Sunetul este determinat de vibrații emise de o sursă sonoră, precum un utilaj, un difuzor sau cutia vocală umană. Sunetul este măsurat după frecvență (Hertz, Hz) și nivelul presiunii acustice (Decibel, dB).
Frecvența
Sunetele cele mai obișnuite, precum vocea umană (800-4.000 Hz) se găsesc în gama de frecvențe înalte și medii. Sunetele cu frecvență joasă (sub 500 Hz) sunt generate de obicei de motoare mari, sisteme de aerisire etc. Urechea umană poate percepe sunete dintr-o gamă cuprinsă între 20 și 20.000 Hz. Odată cu trecerea timpului, procesul de îmbătrânire sau expunerea la zgomote de nivel ridicat determină degradarea auzului, ceea ce îngreunează perceperea sunetelor de frecvență înaltă.
Presiunea acustică
Limita inferioară a celor mai scăzute presiuni acustice percepute de urechea umană este 0 dB, iar orice sunet peste 130 dB va cauza dureri.
Zgomotul
Ceea ce numim „zgomot” este descris de obicei ca sunete pe care le percepem ca fiind neplăcute sau deranjante. Zgomotul la nivel ridicat este periculos pentru auz. Zgomotul poate cauza simptome de stres, disconfort, durere și risc ridicat de afecțiuni cardiace. Zgomotele nocive sunt pretutindeni. Muzica tare, concerte rock, sporturi cu motor, tragerea la țintă sau vânătoarea, chiar și tunderea gazonului, toate acestea vă pot afecta auzul. Aceste zgomote sunt considerate de multe ori inofensive, dar prezintă un risc semnificativ și impun măsuri de protecție. Toate zgomotele contribuie la norma dvs. zilnică de expunere. Ca urmare, este important să purtați în permanență echipamente adecvate de protecție a auzului.
Zgomotul și riscurile
Atunci când estimăm riscul de deteriorare a auzului trebuie luați în calcul trei factori importanți: timpul de expunere, frecvența (Hz) și presiunea acustică (dB). Timpul de expunere este măsurat pe o perioadă de 8 ore, pentru a simula un mediu de lucru standard. Este utilizat un filtru (dB A), care ține cont de curba de toleranță normală a urechii umane și asigură o estimare corectă a nivelului de risc.
Zgomotele de frecvență înaltă sunt cele mai nocive pentru auz și, ca urmare, reprezintă principalul motiv de îngrijorare.
Zgomotele de frecvență joasă sunt de obicei mai puțin nocive, dar pot fi periculoase deoarece acoperă vocea umană, semnalele de alarmă și poate cauza stări de amețeală sau de greață.
Unele frecvențe joase sunt greu de blocat chiar și cu echipamente de protecție a auzului corespunzătoare, deoarece pot fi transmise direct în urechea internă.
Uniunea Europeană a stabilit o limită legală de 80 dB (A) pe parcursul unei zile de lucru de 8 ore. Peste această limită trebuie luate măsuri de protecție. Durata de timp pe care o puteți petrece în condiții de siguranță într-un mediu scade odată cu creșterea nivelului de zgomot.
De exemplu: Expunerea timp de 8 ore la 80 dB (A) este echivalentă cu numai 4 ore pentru un nivel de 83 dB (A). O creștere de 3 dB (A) presupune o reducere a timpului petrecut în mediul respectiv de 50 %, în absența echipamentului de protecție. Aceleași considerente sunt valabile și în cazul în care sunteți expus la două surse acustice similare. Două utilaje, care emit fiecare un zgomot de 80 dB (A), sunt echivalente cu un total de 83 dB.
În plus față de zgomotele nocive constante și pe termen mai lung, vârfurile de zgomot pot fi la fel de periculoase. Vârfurile de zgomot sunt de obicei cele emise de arme de foc, ciocane, pistoale de cuie și alte unelte cu aer comprimat. Deoarece creierul nostru are nevoie de aproximativ 0,3 secunde pentru a estima amplitudinea și nivelul sunetului recepționat, vârfurile de zgomot mai scurte de atât pot fi extrem de periculoase pentru auz. Mai precis, aceste vârfuri de zgomot pot afecta în mod iremediabil urechea internă în urma unei singure manifestări. Vârfurile de zgomot sunt măsurate cu un filtru „C” (dB C).